# Edgar Buchwalder
Edgar Buchwalder (ur. 2 sierpnia 1916 w Kleinlützel, zm. 9 kwietnia 2009 w Dornach) – szwajcarski kolarz szosowy, wicemistrz olimpijski oraz mistrz świata.

## Kariera
Pierwszy sukces w karierze Edgar Buchwalder osiągnął w 1936 roku, kiedy wspólnie z Ernstem Nievergeltem i Kurtem Ottem zdobył srebrny medal w drużynowym wyścigu ze startu wspólnego podczas igrzysk olimpijskich w Berlinie. Na tych samych igrzyskach rywalizację indywidualną zakończył na jedenastej pozycji. W 1936 roku wystąpił również na szosowych mistrzostwach świata w Bernie, gdzie zwyciężył w indywidualnym wyścigu ze startu wspólnego amatorów, wyprzedzając bezpośrednio swego rodaka Gottlieba Webera i Włocha Pierino Favallego. Ponadto wygrał dwa etapy w różnych edycjach Tour de Suisse, a w latach 1940 i 1942 zdobywał indywidualne mistrzostwo kraju. Jako zawodowiec startował w latach 1937–1947 z przerwą w latach 1944–1945.

## Najważniejsze zwycięstwa i sukcesy
- 1936
  - mistrzostwo świata amatorów w wyścigu ze startu wspólnego
  - wicemistrzostwo olimpijskie w drużynowej jeździe na czas
- 1937
  - 2. Mistrzostwa Zurychu
- 1939
  - etap w Tour de Suisse
- 1940
  -  mistrzostwo kraju w wyścigu ze startu wspólnego
- 1942
  -  mistrzostwo kraju w wyścigu ze startu wspólnego
  - etap w Tour de Suisse
  - 1. Berner Rundfahrt